# Mestre do Livro da Cidade de Senhoras

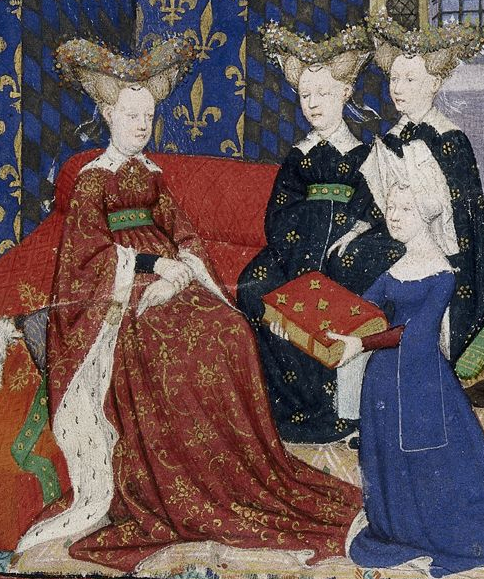
Christine de Pizan, no Biblioteca Britânica, em Londres

O Mestre do Livro da Cidade de Senhoras ou Mestre de Christine de Pisan é um mestre anônimo e iluminador que trabalhou em Paris entre 1400 e 1415. Colaborou com Christine de Pisan na elaboração de seus manuscritos, especialmente O Livro da Cidade de Senhoras.
Trabalhou também com Jacquemart de Hesdin na elaboração das Heures de Barcelone, em 1401 (Bibliothèque centrale de Barcelone, Ms.1850). Realizou obras no ateliê do Mestre de Boucicaut, junto com o Mestre da Biblioteca de Mazarine e também com o Mestre de Orose.
A imagem de Christine de Pisan e Isabeau de Bavière é inspirada diretamente da obra Diálogos de Pierre Salmon, de Genebra, com influências de Maso di Banco e dos irmãos Pietro Lorenzetti e Ambrogio Lorenzetti.

## Obras atribuídas
- Bible historiale, de João de Berry, 1400-1405, em colaboração com o Mestre das Clères Femmes e o Mestre de Virgílio,  Bibliothèque de l'Arsenal, Ms.5057-5058
- Livre d'heures à l'usage de Paris, cerca de 1401, em colaboração com o Mestre de Luçon, Barcelona, Bibliothèque de Catalogne Ms.1850
- Le Chevalier errant, manuscrito de u texto de Thomás III de Saluces, cerca de 1400-1405, Biblioteca Nacional da França, Fr.12559
- La Cité de Dieu, cerca 1403-1405, BNF, Fr.174[2]
- la Cité des dames, 1405, Christine de Pisan, BNF, Fr.1178
- Le Livre de la Cité des dames de Christine de Pizan, cerca de 1405, BNF, Fr.607
- [[Diálogos de Pierre Salmon, de Pierre Salmon, em colaboração com o Mestre da Biblioteca de Mazarine e ouros artistas anônimos, cerca de 1409, BNF Fr.23279
- Miroir Historial, de Vincent de Beauvais, cerca 1410, Haia, Biblioteca Real dos Países Baixos, 72 A 24[3]
- Les Antiquités judaïques e L'Histoire des Juifs, manuscritos de textos de Flavius Joseph traduzidos para o francês, crca de 1410, BNF Fr6446[4]
- Grandes Crônicas da França, cerca de 1410-1412, Nova York, Biblioteca Pierpont Morgan, M536[5]
- Recueil de récits de voyages et de textes sur l’Orient dont le Livre des merveilles, em colaboração com o Mestre da Biblioteca de Mazarine, cerca 1410-1412, BNF Fr.2810[6]
- Les Clères femmes, cerca de 1410-1415, Museu Calouste Gulbenkian, Lisboa, Ms LA 143
- Térence des ducs, miniaturas na peça Le Bourreau de soi-même, em colaboração com o Mestre de Luçon, o Mestre de Adelphes e o Mestre de Orose, cerca de 1411, Bibliothèque de l'Arsenal, Ms.664
- Œuvres de Christine de Pisan compiladas por Isabeau de Bavière, cerca de 1413, Biblioteca Britânica, Londres, Harley 4431, em colaboração com o Mestre da Biblioteca de Mazarine e o Mestre de Bedford[7].
- Manuscrito do Decamerão, cerca de 1414, Biblioteca Apostólica Vaticana, Pal. Lat. 1989[8]
- Des cas des nobles hommes et femmes de Boccacio, traduzido por Laurent de Premierfait, cerca de 1415, BNF, Fr.16994